# The Party (demoparty)
Pour les articles homonymes, voir The Party.
 (septembre 2014).
Si vous disposez d'ouvrages ou d'articles de référence ou si vous connaissez des sites web de qualité traitant du thème abordé ici, merci de compléter l'article en donnant les références utiles à sa vérifiabilité et en les liant à la section « Notes et références ».
« The Party » est une demoparty qui s'est tenu tous les ans au Danemark entre 1991 et 2002. The Party est l'un des premiers événements de ce genre à s'être tenu en Europe.

## Historique
La première édition de The Party a lieu à Aars, au Danemark, le 26 décembre 1991. Les groupes organisant la party sont tous impliqués dans la scène Amiga : Crystal (un groupe de cracking dérivé de Melon dezign), The Silents et Anarchy. L'événement reçoit deux fois plus de visiteurs que prévu. Les trois grands vainqueurs de la compétition de démo sur Amiga sont Hardwired, Voyage et Odyssey.
En 1992, la deuxième édition est appelée The Final, son futur étant incertain ; elle attire encore plus de participants. L'organisation Amiga reste la même, mais des compétitions dédiées aux PC et C64 sont mises en place, ainsi qu'une autre pour les intros 40k. La démo Amiga gagnante est State of the Art ; Facts of Life remporte la compétition PC, mais cette victoire est contestée par le groupe Future Crew, arrivé deuxième et organisateurs, car aucun vote n'a lieu.
En 1993, The Party a lieu à Herning.  Les groupes Lemon. et Spaceballs prennent en charge l'organisation de la partie Amiga et la partie PC possède un ensemble complet et séparé de compétitions. Les organisateurs PC et Amiga rentrent en conflit à plusieurs reprises et la partie PC menace de faire sécession en 1994, ce qui ne se produit toutefois pas. En 1995, la party a lieu à Fredericia ; En 1996, elle revient à Aars où elle se tient lors de toutes les éditions suivantes. La scène PC éclipse peu à peu la scène Amiga.
Avec plus de 3 000 visiteurs, The Party commence au milieu des années 1990 à attirer des éléments en dehors de la scène démo, comme par exemple des membres de la culture rave et des LAN parties. The Party organise les premières importantes LAN parties en Europe ; pendant ces années, le jeu vidéo attire de plus en plus de visiteurs tandis que le nombre de participants à la scène démo stagne.
À la fin du XXe siècle, la majorité de la scène démo délaisse The Party pour d'autres demoparties ayant lieu au même moment. Les membres de la scène Amiga forment une party concurrente nommée TRSAC (abréviation de The Real Scene After Christmas, 'la vraie scène après Noël"), et les scènes C64 et PC débutent tUM (the Ultimate Meeting) en Allemagne. En 2000, la victoire de l'intro fr-08: .the .product de Farbrausch permet à The Party de regagner un peu de notoriété, mais la fréquentation n'augmente pas les années suivantes, à tel point que l'édition 2002 combine toutes les productions dans une unique compétition. The Party est annulée l'année suivante.

## Résultats

### Démos
Du point de vue des démos, The Party maintient des prix séparés pour les productions sur Amiga, PC et C64 pendant la majeure partie de son existence.
- 1991 :
  - Amiga : Alcatraz, Odyssey
  - C64 : Light, Brutality

- 1992
  - Amiga : Spaceballs, State of the Art
  - PC : Witan, Facts of Life
  - C64 : Oxyron, Coma Light 8

- 1993 :
  - Amiga : Complex, Origin
  - PC : Dust, Untitled
  - C64 : Camelot, Tower Power

- 1994 :
  - Amiga : Andromeda, Nexus 7
  - PC : Impact Studios, Project Angel
  - C64 : Reflex, Access Denied

- 1995 :
  - Amiga : CNCD, Closer
  - PC : Plant & EMF, Caero
  - C64 : Reflex, Mathematica

- 1996 :
  - Amiga : Bomb, Shaft 7
  - PC : Free Electric Band, Alto Knallo
  - C64 : Reflex, Nine

- 1997 :
  - Amiga : Haujobb & Scoopex, My Kingdom
  - PC : Pulse & Melon dezign, Tribes
  - C64 : Smash Designs, Second Reality

1998 :
- - Amiga : Scoopex, Alien 2
  - PC : NOMAD, MOAI
  - C64 : Smash Designs, Triage III

- 1999 :
  - Amiga : Ephidrena, Concrete
  - PC :
    - Non-3D : Threestate, Melrose Space
    - 3D : Elitegroup, Kasparov

  - C64 : No Name, Y2K (Duck & Cover)

- 2000 :
  - Amiga : Haujobb, Megademo 2000
  - PC : INF, Love Creation MAX
  - C64 : Padua, Starburst 96

- 2001 :
  - Amiga/PC : Haujobb, Elements
  - C64 : Smash Designs, Decade 100 %

- 2002 : Jesper & Sharky, CloseGL

### Intros
Tout comme les démos, la compétition des intros fait la distinction entre les productions Amiga et PC pendant la majeure partie de son existence.
- 1992 : Melon dezign, Tetris (Amiga)
- 1993 :
  - Amiga : Virtual Dreams, Chaosland
  - PC : Gazebo, CyboMan

- 1994 :
  - Amiga : Polka Brothers, 4k0
  - PC : Complex, Cyboman 2

- 1995 :
  - Amiga : Artwork & Polka Brothers, Creep
  - PC : Cubic Team & $een, Lasse Reinbong

- 1996 :
  - Amiga : Oxyron, Phongfree
  - PC : Orange, Deesbab

- 1997 :
  - Amiga : Scoopex, Superautodrome
  - PC : The Black Lotus, Stash

- 1998 :
  - Amiga : Scoopex, 1000%
  - PC : fudGe, Alien Sex Clone

- 1999 :
  - Amiga : Dual Crew - Shining, Nonstop
  - PC : Haujobb, Fukwit Daddy

- 2000 :
  - Amiga : Nature, qrid
  - PC : Farbrausch, fr-08: The Product

- 2001  : Farbrausch, fr-014: Garbage Collection
- 2002 : Jesper & Sharky, CloseGL